# Habitatge al carrer Hospital, 4 (Castellterçol)
L'Habitatge al carrer Hospital, 4 és una obra de Castellterçol (Moianès) inclosa a l'Inventari del Patrimoni Arquitectònic de Catalunya.

## Descripció
Casa entre parets mitgeres amb coberta a dues vessants. Consta de planta baixa, pis i golfes. El portal d'entrada és un d'arc de mig punt adovellat, i les altres obertures són quadrades i amb llinda integrada per grans carreus de pedra.